# Rafaël Tulen
Rafaël Tulen, född 1 juni 1997, är en nederländsk fäktare som tävlar i värja. Hans bror Tristan Tulen är också en fäktare.

## Karriär
Vid EM 2025 i Genua tog Tulen silver tillsammans med Tristan Tulen, David van Nunen och Konrad Veenenbos i lagtävlingen i värja efter en finalförlust mot Frankrike.